# Saint-Didier-d'Allier
Saint-Didier-d'Allier est une ancienne commune française située dans le département de la Haute-Loire en région Auvergne-Rhône-Alpes.

## Histoire
Au cours de la période révolutionnaire de la Convention nationale (1792-1795), la commune a porté le nom de Le Chier-d'Allier.
Le 1er janvier 2017, elle fusionne avec Saint-Privat-d'Allier dans le cadre d'une commune nouvelle dont elle est une commune déléguée. De ce fait, elle rejoint la communauté d'agglomération du Puy-en-Velay.

## Politique et administration
| Période      | Période  | Identité        | Étiquette | Qualité |
| ------------ | -------- | --------------- | --------- | ------- |
| janvier 2017 | En cours | Philippe Avoine |           |         |

| Période                                  | Période       | Identité        | Étiquette | Qualité |
| ---------------------------------------- | ------------- | --------------- | --------- | ------- |
| Les données manquantes sont à compléter. |               |                 |           |         |
| mars 2001                                | 2014          | André Boyer     |           |         |
| 2014                                     | décembre 2016 | Philippe Avoine |           |         |

## Démographie
L'évolution du nombre d'habitants est connue à travers les recensements de la population effectués dans la commune depuis 1793. À partir du 1er janvier 2009, les populations légales des communes sont publiées annuellement dans le cadre d'un recensement qui repose désormais sur une collecte d'information annuelle, concernant successivement tous les territoires communaux au cours d'une période de cinq ans. 
Pour les communes de moins de 10 000 habitants, une enquête de recensement portant sur toute la population est réalisée tous les cinq ans, les populations légales des années intermédiaires étant quant à elles estimées par interpolation ou extrapolation. Pour la commune, le premier recensement exhaustif entrant dans le cadre du nouveau dispositif a été réalisé en 2007,.
En 2014, la commune comptait 36 habitants, en évolution de +9,09 % par rapport à 2009 (Haute-Loire : +5,12 %, France hors Mayotte : +2,49 %).
| 1793 | 1800 | 1806 | 1821 | 1831 | 1836 | 1841 | 1846 | 1851 |
| ---- | ---- | ---- | ---- | ---- | ---- | ---- | ---- | ---- |
| 223  | 191  | 225  | 230  | 228  | 232  | 234  | 226  | 171  |

| 1856 | 1861 | 1866 | 1872 | 1876 | 1881 | 1886 | 1891 | 1896 |
| ---- | ---- | ---- | ---- | ---- | ---- | ---- | ---- | ---- |
| 200  | 209  | 212  | 240  | 239  | 232  | 246  | 263  | 247  |

| 1901 | 1906 | 1911 | 1921 | 1926 | 1931 | 1936 | 1946 | 1954 |
| ---- | ---- | ---- | ---- | ---- | ---- | ---- | ---- | ---- |
| 225  | 229  | 188  | 164  | 160  | 132  | 138  | 114  | 114  |

| 1962 | 1968 | 1975 | 1982 | 1990 | 1999 | 2007 | 2012 | 2014 |
| ---- | ---- | ---- | ---- | ---- | ---- | ---- | ---- | ---- |
| 102  | 100  | 65   | 54   | 49   | 43   | 34   | 36   | 36   |

## Lieux et monuments
- Château de Saint-Didier-d'Allier, inscrit au titre des monuments historiques par arrêté du 10 septembre 1990[7].
- Église Saint-Didier, inscrite au titre des monuments historiques par arrêté du 10 septembre 1990[8].